# Lohbarbek
Lohbarbek (niederdeutsch: Lohbarbeek) ist eine Gemeinde im Kreis Steinburg in Schleswig-Holstein.

## Geografie und Verkehr
Lohbarbek erstreckt sich südlich von Hohenlockstedt bis zur Stör. Die Siedlung im nördlichen Gemeindebereich geht nahtlos nach Hohenlockstedt über. Die Bundesstraße 206 verläuft durch das Gebiet der Gemeinde. Im Süden liegt die Gemeindegrenze in der Flussmitte der Stör. Die Stör und ein schmaler Uferstreifen im Gemeindegebiet sind Teil des europäischen NATURA 2000-Schutzgebietes FFH-Gebiet Schleswig-Holsteinisches Elbästuar und angrenzende Flächen. In der Nordostecke der Gemeinde liegt ein kleiner Teil des Naturpark Aukrug.

## Geschichte
Im Jahre 1525 wurde das Dorf als Loobarbeke erstmals urkundlich erwähnt. Ursprünglich bildete es zusammen mit Mühlenbarbek das gemeinsame Dorf Berbeke. Der Name bezeichnet einen „Bach, der durch eine sumpfige Niederung oder einen Hain“ fließt, wo „Eber oder Bären sind“. Grenzbach zwischen Mühlen- und Lohbarbek ist streckenweise der Ihlenbek, bei dem es sich um den ursprünglich namengebenden Berbeke handeln könnte. Graf zu Rantzau zu Breitenburg kaufte das Dorf um 1600 vom dänischen König. Bis 1870 gehörte die Gemeinde zur Gutsherrschaft Breitenburg.

## Politik

### Gemeindevertretung
Bei der Kommunalwahl am 14. Mai 2023 wurden insgesamt neun Sitze vergeben. Diese fielen alle an die Wählergemeinschaft Lohbarbek. Die Wahlbeteiligung betrug 59,7 %.

### Wappen
Blasonierung: „In Silber ein gesenkter, schräglinker blauer Wellenbalken, begleitet oben von einem frontal gestellten, geschirrten roten Ochsenhaupt, unten von einem aus einem Blatt und zwei Eicheln bestehenden roten Eichenzweig.“
Die Gemeinde nahm, der Namensdeutung folgend, stellvertretend für den Hain einen Eichenzweig und für den Bach einen blauen Wellenbalken in ihr Wappen auf. Zwei der drei Wappenfiguren weisen damit „redend“ auf den Ortsnamen hin. Als Bauerndorf war Lohbarbek durch Landwirtschaft, insbesondere Viehhaltung geprägt, die bis heute bedeutsam geblieben ist. So repräsentiert der Ochsenkopf im Wappen zugleich die vergangene und die gegenwärtige ökonomische Grundlage der Gemeinde.